# Amparo Baró
Amparo Baró San Martín  (Barcelona, 21 de septiembre de 1937 - Madrid, 29 de enero de 2015) fue una actriz española que desarrolló su carrera profesional en el teatro, el cine y la televisión.

## Biografía
De padre aragonés y madre valenciana, Amparo Baró nació en Barcelona en 1937. Completados los estudios de bachillerato, comenzó la carrera de Filosofía y Letras, la cual abandonó tras ver actuar a la actriz Asunción Sancho en Seis personajes en busca de autor y quedar impresionada por el hechizo del teatro.

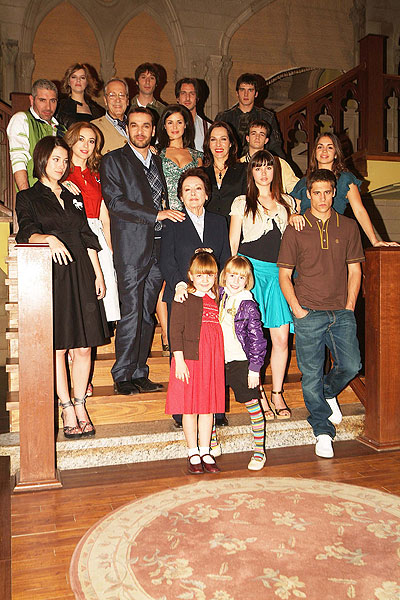
Amparo Baró, justo detrás de las niñas, con sus compañeros de El internado.

Impulsivamente, irrumpió en el universo escénico ingresando en las compañías de teatro aficionado, animada por amigos. Debutó ante el público en la obra El burlador de Sevilla y convidado de piedra (1957). En la temporada 1956-1957 fue contratada por la compañía del Teatro Windsor de Barcelona para representar Las preciosas ridículas, de Molière, que encabezaban artísticamente el matrimonio formado por Adolfo Marsillach y Amparo Soler Leal, y de cuya gerencia se encargaba el productor Alfredo Matas (quien reemplazaría al primer actor en el corazón de la primera actriz). Curiosamente, había debutado en el cine un año antes en un pequeño papel en Carta a Sara (1956, E. Manzanos), al que siguió un segundo papel en Rapsodia de sangre (1957, Antonio Isasi-Isasmendi).
No pasó mucho tiempo antes de que surgiera una oportunidad de acceder a un papel de importancia: la primera actriz, Amparo Soler Leal, sufrió un ataque de apendicitis y Baró la sustituyó. Se trataba de la obra Harvey, de Mary Chase, ganadora del Premio Pulitzer. Compartiendo el escenario con Marsillach, Amparo Baró deslumbró con su talento desde el mismo inicio de su carrera. Otro gran valedor de la actriz entró en juego en esta su etapa primera: Jaime de Armiñán.
Todavía en 1957, la compañía del Teatro Windsor estrenó una obra suya, Café del Liceo, a partir del cuyo evento la andadura profesional de Baró se halló ligada repetidamente tanto al autor de la comedia como a su director escénico. El verano siguiente, la compañía se incorporó a algunos Festivales de España. Baró fraguó el armazón de su oficio con compañeros de la talla de José Luis López Vázquez, Luis Morris, Venancio Muro, entre otros. Representó en aquel entonces Mi adorado Juan, de Miguel Mihura; Bobosse, de André Roussin, y El pan de todos, de Alfonso Sastre. Con la misma compañía se trasladó a Madrid, donde ha desarrollado en lo sucesivo la mayor parte de su carrera profesional.
En la capital obtuvo en 1959 un éxito personal, dirigida por Cayetano Luca de Tena, en la obra de Lillian Hellman La calumnia, al lado de Mayrata O'Wisiedo. También, siendo todavía una joven de veinte años, realizó una gira por Sudamérica. 
Para entonces, en 1957 exactamente, debutó asimismo en el cine (medio que la ha desaprovechado insistentemente) en el filme de Antonio Isasi-Isasmendi Rapsodia de sangre, rodado en una Barcelona que simulaba ser, con bastante acierto, Budapest. El mismo director la convocó nuevamente para su arriesgado film Tierra de todos (1961).
En los años 1960, su físico menudo y su peculiar tono de voz la situaron en un estereotipo de personaje que interpretó con cierta asiduidad en películas comerciales como Margarita se llama mi amor (1961), de Tito Fernández; La chica del trébol (1963), de Sergio Grieco; Tengo 17 años (1964), de José María Forqué (estas dos últimas con Rocío Dúrcal); La banda del Pecas (1968), de Jesús Pascual con Luis Acosta Moro y Carola de día, Carola de noche (1969), de Jaime de Armiñán con Marisol.

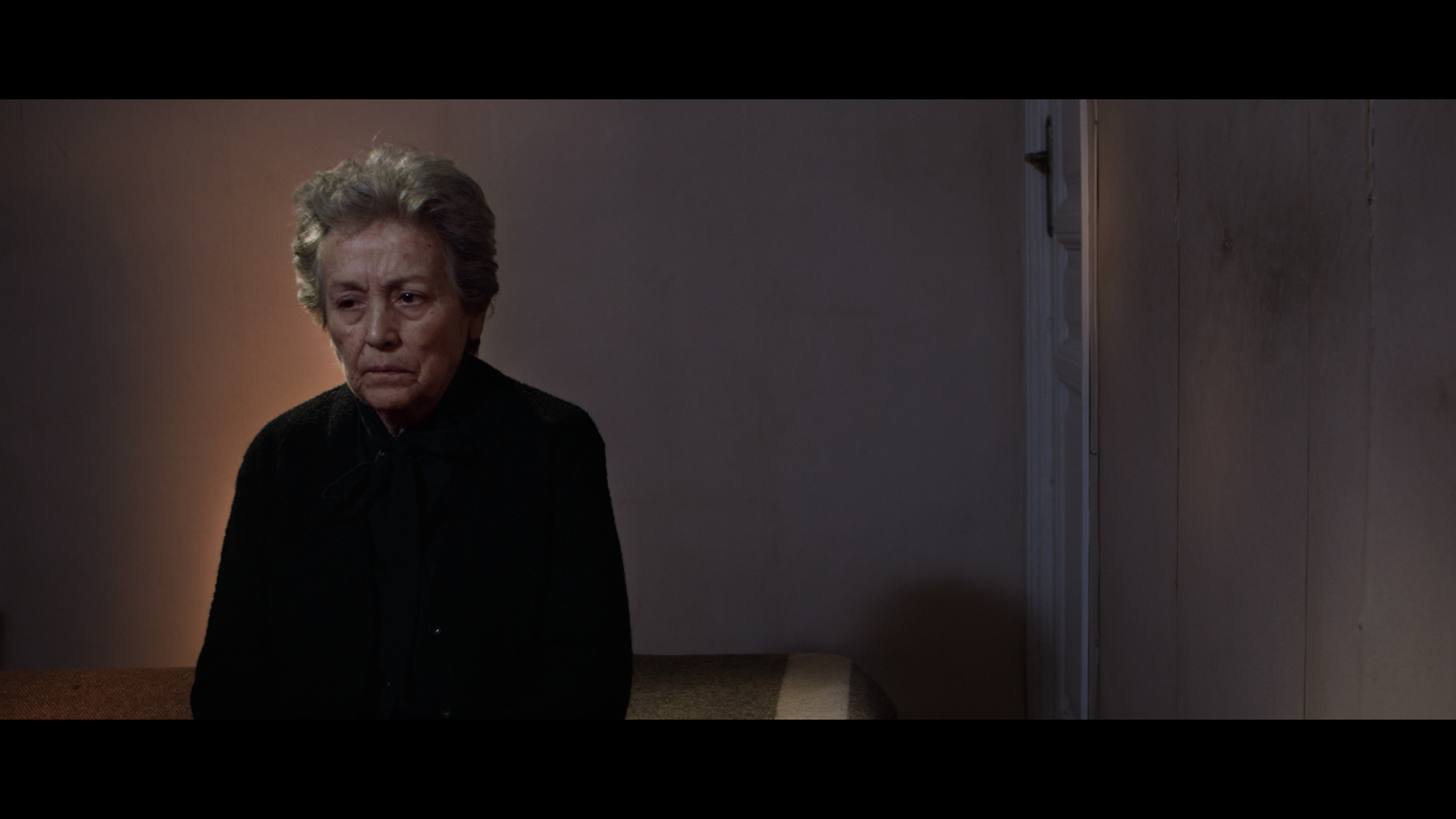
Amparo Baró en una escena del cortometraje Eutanas S. A.

Si escasa fue su presencia cinematográfica durante los años 1960, en las siguientes décadas espaciaría aún más sus apariciones, de manera que el total de películas en las que apareció y que fueron rodadas después de 1970 no supera la veintena. Entre ellas destacan El bosque animado (1987), de José Luis Cuerda; Soldadito español (1988), de Antonio Giménez-Rico; Las cosas del querer (1989), de Jaime Chávarri; Boca a boca (1995), de Manuel Gómez Pereira y Siete mesas de billar francés (2007), de Gracia Querejeta, por la que ganó el Premio Goya a la mejor interpretación femenina de reparto. También ha participado en cortometrajes como A falta de pan (2005) junto a Álex Angulo y Eutanas, SA. (2013), su último trabajo audiovisual.
En contraste con una muy selectiva carrera cinematográfica, ha sido uno de los rostros más asiduos de la televisión en España durante cerca de cincuenta años y una pionera del medio, en el que está presente desde sus primeras emisiones. Debutó en 1957 junto a Adolfo Marsillach en Galería de maridos, una de las primeras series rodadas en el país, bajo dirección de Jaime de Armiñán. Su presencia en los platós de Televisión Española fue casi ininterrumpida durante las décadas de 1960 y 1970 y estuvo muy vinculada tanto a Armiñán como a Marsillach. Contaron con su presencia espacios de teatro televisado como Estudio 1 o series de lo más variado: Mujeres solas (1960-1961), Chicas en la ciudad (1962), Cuarto de estar (1963), Confidencias (1964-1965) con Antonio Ferrandis, Tiempo y hora (1965-1967) y Silencio, estrenamos (1974) de Pilar Miró con guiones de Marsillach.
En la década de 1990 participó en un par de series que no obtuvieron demasiada repercusión entre el público: Juntas, pero no revueltas (1995-1996), adaptación española de la serie estadounidense The Golden Girls y donde daba vida a Benigna, semblanza de Sofia Petrillo (Estelle Getty) en la versión original, y En plena forma (1997) con Alfredo Landa.
Su mayor éxito y reconocimiento se lo debe al papel de Soledad Huete en la serie 7 vidas, en Telecinco, que interpretó durante siete años (1999-2006) y que le mereció más premios que todo el resto de su carrera. Tras el fin de 7 vidas, con más de 200 capítulos a sus espaldas, regresó a la pequeña pantalla en Antena 3 con una serie familiar bajo la producción de Globomedia, por lo que siguió vinculada a la productora con la que había trabajado en 7 vidas. La serie, bajo el nombre El internado, se estrenó en mayo de 2007 hasta octubre de 2010 y que en sus siete temporadas contó cada semana con más de cuatro millones de espectadores. Además, durante la etapa del internado, llegó a enseñar a varios actores que estaban empezando (como Martiño Rivas, Carlota García, Elena Furiase y muchos otros) la importancia de actuar bien; es más, a Carlota García (como ha dicho en más de una entrevista) Amparo le dijo «Si quieres dedicarte a esto, nunca estudies artes escénicas, porque la magia de un actor siempre está dentro».
En diciembre de 2011, y tras 12 años alejada del teatro, protagonizó la que sería su última obra: Agosto (Condado de Osage), de Tracy Letts, ganadora del Premio Pulitzer en 2008. En la obra, dirigida por Gerardo Vera, Baró encarna a Violeta Weston, sobre la que gira una familia en decadencia.
Recibió el 26 de octubre de 2013, en el Teatro Circo de Albacete, el XVII Premio Nacional de Teatro Pepe Isbert, que conceden los Amigos de los Teatros de España (AMITE), de manos de Tony Isbert y del presidente de honor de la Asociación, Manuel Galiana.
Después de pasar los últimos años alejada de los escenarios, fallece el 29 de enero de 2015 víctima de un cáncer. La noticia sobre su fallecimiento se convirtió rápidamente en una tendencia mundial en Twitter. Fue incinerada en el cementerio de la Almudena al día siguiente.
A finales de 2020 el Ayuntamiento de Madrid colocó una placa homenaje en el edificio de la calle García de Paredes n.º 74, en el distrito de Chamberí, en el que vivió durante casi 50 años hasta su fallecimiento en 2015.

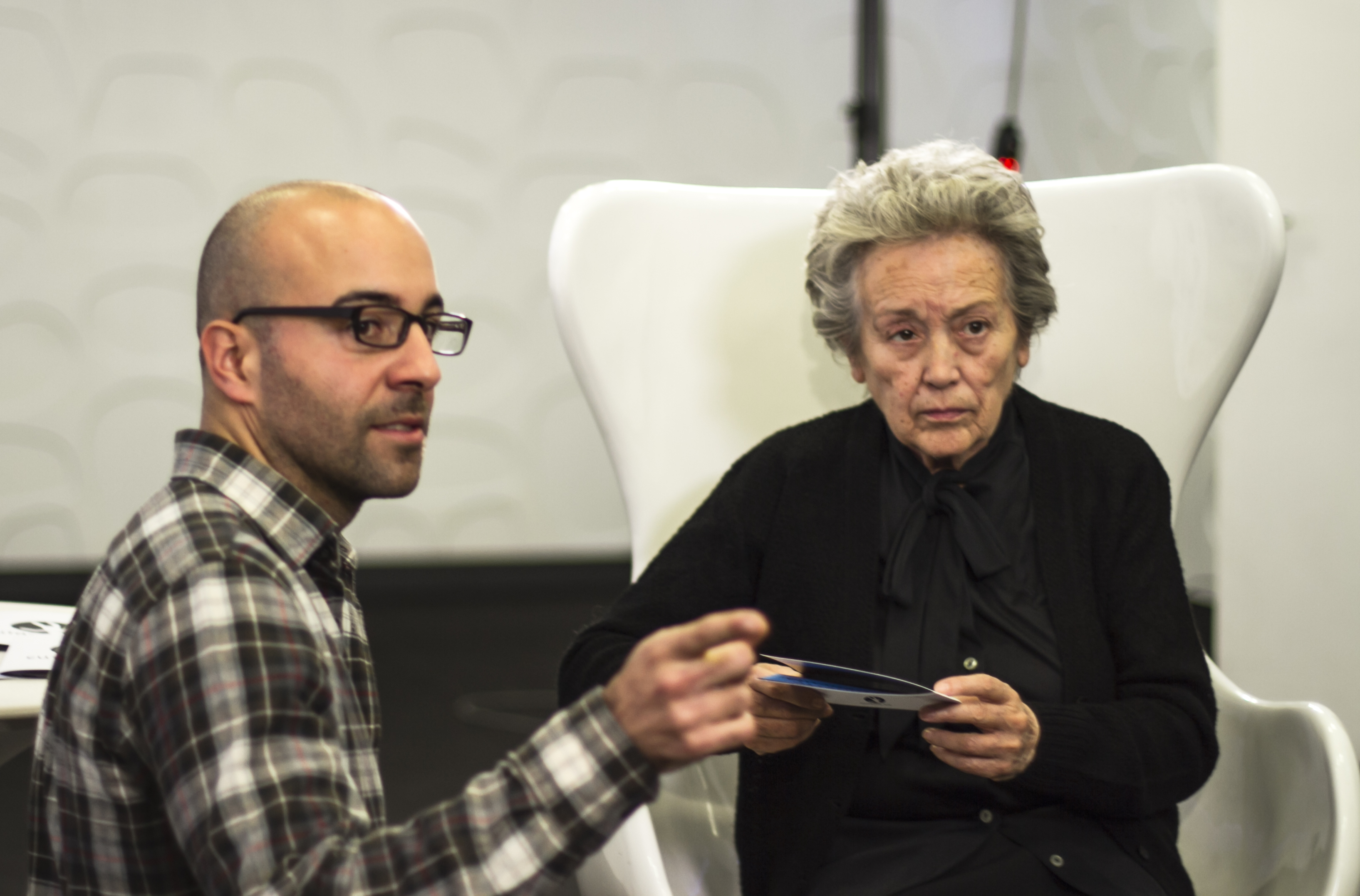
Amparo Baró con Víctor Nores, director del cortometraje Eutanas S. A.

## Filmografía

### Cine
- Eutanas, SA. (c) (2013), de Víctor Nores.
- Maktub (2011), de Paco Arango.[1]
- Siete mesas de billar francés (2007), de Gracia Querejeta.
- La increíble pero cierta historia de Caperucita Roja (2005) (Doblaje en la versión española)
- A falta de pan (c) (2005), de Martín Rosete y Leixandre Froufe.
- Noviembre (2003), de Achero Mañas.
- El palomo cojo (1995), de Jaime de Armiñán.[1]
- Boca a boca (1995), de Manuel Gómez Pereira.
- Fuera de lugar (Cortometraje, 1995)
- Al otro lado del túnel (1994), de Jaime de Armiñán.[1]
- Las cosas del querer: Segunda parte (1993), de Jaime Chávarri.
- Soldadito español (1989), de Antonio Giménez-Rico.
- Las cosas del querer (1988), de Jaime Chávarri.
- Mi general (1987), de Jaime de Armiñán.[1]
- Cara de acelga (1987), de José Sacristán.
- El bosque animado (1987), de José Luis Cuerda.
- El elegido (1985)
- Stico (1985), de Jaime de Armiñán.[1]
- En septiembre (1982), de Jaime de Armiñán.[1]
- Apaga... y vámonos (1981), de Antonio Hernández.
- 127 millones libres de impuestos (1981), de Pedro Masó.
- El divorcio que viene (1981), de Pedro Masó.
- El nido (1980), de Jaime de Armiñán.[1]
- Al servicio de la mujer española (1978), de Jaime de Armiñán.[1]
- Carola de día, Carola de noche (1969), de Jaime de Armiñán.[1]
- La banda del Pecas (1968), de Jesús Pascual Aguilar.
- Tengo 17 años (1964), de José María Forqué.
- La chica del trébol (1963), de Sergio Grieco.
- Operación Embajada, (1963)
- Tierra de todos (1962), de Antonio Isasi-Isasmendi.
- Margarita se llama mi amor (1962), de Tito Fernández.
- Tierra de todos (1962), de Antonio Isasi-Isasmendi.
- Tres de la Cruz Roja (1961), de Fernando Palacios.
- Sendas cruzadas, (1961)
- Adiós, Mimí Pompom (1961), de Luis Marquina [nota 1]
- Trío de damas (1960), de Pedro Lazaga.
- Llama un tal Esteban, (1960)
- Rapsodia de sangre (1957), de Antonio Isasi-Isasmendi.
- Carta a Sara, (1956)

### Televisión
- Los Quién  
  -  Días contados  1 de junio de 2011
- Saturday Night Live  
  -  Amparo Baró/Muchachito Bombo Infierno  19 de febrero de 2009
- El rey de la comedia
  -   24 de noviembre de 2007
- El internado  2007-2010 - 69 episodios [nota 2]
- Aída como Soledad Huete De Jarana (1 episodio). 
  -  Misterioso asesinato en Esperanza Sur  7 de enero de 2007
- Protagonistas del recuerdo (Serie documental, 2006)
- El club de la comedia  
  -   3 de marzo de 2002
  -   4 de septiembre de 2003
  -   30 de octubre de 2003
  -   24 de diciembre de 2003
  -   28 de septiembre de 2004
  -   13 de noviembre de 2005
  -   27 de febrero de 2011
- ¡Qué grande es el teatro!
  - La opinión de Amy (6 de noviembre de 1999)
- 7 vidas  1999-2006 como Soledad Huete De Jarana.(199 episodios). [nota 3]
- Vida y sainete 
  -  Los padres del artista  21 de junio de 1998
- Tío Willy  
  -  La balada del parado  1 de enero de 1998
  -  El tío de América  15 de septiembre de 1998
  - Amor ciego (22 de septiembre de 1998)
  -  De hombre a hombre  29 de septiembre de 1998
  - El parado, casa quiere (6 de octubre de 1998)
  - El día que me quieras (13 de octubre de 1998)
  - Un adiós de ida y vuelta (20 de octubre de 1998)
  - Lo importante no está a la vista (27 de octubre de 1998)
  - Angelitos negros (3 de noviembre de 1998)
  - Los amores difíciles (10 de noviembre de 1998)
  - Una nochecita toledana (17 de noviembre de 1998)
  - Plantar un árbol, escribir un libro, tener un hijo... (1 de diciembre de 1998)
  - El invitado sorpresa (8 de diciembre de 1998)
  - Nunca digas adiós para siempre (15 de diciembre de 1998)
  -  La caja sorpresa  23 de marzo de 1999
  -  Los que pueden, no quieren; los que no pueden, quieren  11 de mayo de 1999 [nota 4]
- En plena forma 
  - Episodio 1 (19 de septiembre de 1997)
  - Episodio 2 (26 de septiembre de 1997)
  - No me llames cariño (10 de octubre de 1997)
  - Amistades peligrosas (15 de octubre de 1997)
  - Una visita inesperada (10 de diciembre de 1997)
  - Y por una vez sonó la flauta (17 de diciembre de 1997)
- Juntas pero no revueltas  [nota 5]
- Un, dos, tres... responda otra vez
  - La piratería (17 de diciemnbre de 1993)
- Una gloria nacional 
  - Acto cuarto (25 de octubre de 1993)
- Farmacia de guardia 
  -  Pim, pam, punk  19 de marzo de 1992
- Hasta luego cocodrilo  
  -  Zamba de mi esperanza  18 de marzo de 1992
  -  Por el camino peligroso  25 de marzo de 1992
  - El vídeo mató a la estrella de la radio (1 de abril de 1992)
  - No hay marcha en Nueva York (8 de abril de 1992)
  -  Cuando los santos salen de paseo  15 de abril de 1992
- Quart segona  [nota 6]
  - Dues habitacions per llogar (5 de julio de 1991)
  - Ordre, si us plau (12 de julio de 1991)
  - Una bombeta vermella (19 de julio de 1991),
  - Alta investigació (26 de julio de 1991)
  - Contesti bé i serà el primer (2 de agosto de 1991)
  - Classes particulars (1991)
  - Forever (9 de agosto de 1991)
  - Les recomanacions (23 de agosto de 1991)
  - Entre l'espasa i la paret (1991)
  - L'aventura sentimental d'una minyona (6 de septiembre de 1991)
  - Un pare és un pare (13 de septiembre de 1991)
  - Avui per tu, demà per mi (30 de agosto de 1991)
  - A la cruïlla (27 de septiembre de 1991)
- Primera función 
  -  El cianuro... ¿solo o con leche?  30 de marzo de 1989
  - Vengan corriendo, que les tengo un muerto (15 de junio de 1989)
  -  El cuerpo  26 de octubre de 1989
- Lorca, muerte de un poeta  
  -  Una guerra civil 1935-1936  26 de diciembre de 1987
  -  La muerte 1936  1 de enero de 1988
- Recuerda cuándo 
  - El reencuentro (7 de octubre de 1987)
  - La trampa (11 de noviembre de 1987)
  - El amante (2 de diciembre de 1987)
  - El ático (16 de diciembre de 1987)
- El mismo día a la misma hora
  - Episodio del 28 de junio de 1987
  - Episodio del 26 de octubre de 1987
- Tarde de teatro 
  -  Un marido de ida y vuelta  14 de diciembre de 1986
- Històries de cara i creu
  - Com si fos de la família (31 de octubre de 1986)
- Recordar, peligro de muerte 
  - Capítulos 1 y 2 (7 de septiembre de 1986)
  - Capítulo 3 (14 de septiembre de 1986)
  - Capítulo 4 (21 de septiembre de 1986)
  - Capítulo 5 (28 de septiembre de 1986)
  - Capítulo 6 (5 de octubre de 1986)
  - Capítulo 7 (12 de octubre de 1986)
  - Capítulo 8 (19 de octubre de 1986)
- Cuentos imposibles 
  -  Ingrid Bloom  2 de octubre de 1984
  -  Nuevo amanecer  9 de octubre de 1984
  -  Hostal Valladolid  30 de octubre de 1984
  -  Juncal  6 de noviembre de 1984
- Teatro
  - El sombrero de copa (21 de agosto de 1984)
- Historias para no dormir 
  -  El trapero  27 de septiembre de 1982
- Novel•la 
  -  La señora Llopis declara la guerra  19 de noviembre de 1979
- Que usted lo mate bien 
  -  La pareja  27 de marzo de 1979
- La venganza de don Mendo (Película de televisión, 1979)
- Teatro estudio  
  -  El bebé furioso  25 de abril de 1978
- El camino
- El teatro
  - Cuatro corazones con freno y marcha atrás (26 de septiembre de 1977)
- El quinto jinete  
  -  Los dados  31 de diciembre de 1975
- Silencio, estrenamos 
  - Episodio 1 (17 de abril de 1974)
  - Episodio 2 (24 de abril de 1974)
  - Episodio 3 (1 de mayo de 1974)
  - Episodio 4 (22 de mayo de 1974)
  - Episodio 6 (5 de junio de 1974)
  - Episodio 11 (14 de agosto de 1974)
  - Episodio 12 (21 de agosto de 1974)
  - Episodio 13 (28 de agosto de 1974)
  - Episodio 14 (4 de septiembre de 1974)
  - Episodio 15 (11 de septiembre de 1974)
- Si yo fuera rico
  - Si yo fuera relaciones públicas (30 de enero de 1974)
- Historias de Juan Español
  - Juan Español, pícaro (15 de octubre de 1973)
- Las doce caras de Eva 
  -  Aries  20 de octubre de 1971
- Del dicho al hecho  
  -  El huésped y la pesca, a los tres días apesta  4 de marzo de 1971
  -  El último mono es el que se ahoga  1 de abril de 1971
  -  Tres españoles, cuatro opiniones  21 de abril de 1971
  -  No hay cosa tan sabrosa como vivir de limosna  16 de junio de 1971
- Sospecha  
  - Todo en orden (14 de diciembre de 1970)
  -  Las víctimas eran mujeres solitarias  21 de septiembre de 1971
- Teatro catalán
  - El malalt imaginari (30 de septiembre de 1969)
- Hora once  
  -  La venda  7 de julio de 1968
  -  Restaurante de Ángel  18 de mayo de 1969
  -  La extraña tarde del Dr. Burke  13 de julio de 1969
- Fábulas  
  -  El labrador y la víbora  3 de marzo de 1968
  -  El parto de los montes  17 de marzo de 1968
- Las 12 caras de Juan
  - Sagitario (23 de diciembre de 1967)
- La familia Colón
  - La novia de Guillermo (21 de abril de 1967)
  - Laberinto (23 de junio de 1967)
- Autores invitados  
  -  Monólogo a tres voces  8 de marzo de 1967
  -  15 de marzo de 1967
- Telecomedia de humor  
  -  Con la vida del otro  22 de enero de 1967
  -  Blanca por fuera y Rosa por dentro  9 de julio de 1967
- Estudio 1  
  -  Tres sombreros de copa  16 de noviembre de 1966
  -  Bonaparte quiere vivir tranquilo  5 de marzo de 1968
  -  Las aleluyas del señor Esteve  22 de octubre de 1971
  -  La casa de Quirós  21 de enero de 1972
  - Bubu (22 de septiembre de 1972)
  -  50 años de felicidad  22 de diciembre de 1972
  -  Diálogos de carmelitas  27 de abril de 1973
  -  Enriqueta sí, Enriqueta no  3 de agosto de 1973
  - Los extremeños se tocan (14 de septiembre e 1973)
  -  Cuatro corazones con freno y marcha atrás  26 de septiembre de 1977
  -  No hay novedad, Doña Adela  17 de agosto de 1980
  -  Quality Street  12 de octubre de 1980
  -  El Barón  8 de agosto de 1983
- El tercer rombo  
  -  El consabido ladrón  5 de julio de 1966
  -  Un favor a la vecina  16 de agosto de 1966
- La pequeña comedia
  - En el tren (7 de mayo de 1966)
  - Velada sentimental (marzo de 1968)
- Tiempo y hora  (1965-1967) [nota 7]
- Primera fila 
  -  El canto de la cigarra  23 de diciembre de 1964
  -  La vida en un bloc  17 de marzo de 1965
  -  El viaje de Mr. Perrichon  18 de mayo de 1965
  -  Pisito de solteras  1 de junio de 1965
- Novela  
  -  Tengo un millón  9 de noviembre de 1964
  - El desván azul (1964)
  -  El coleccionista de ruidos  3 de marzo de 1969
  -  Ana Karenina  3 de noviembre de 1975
  - Ana Karenina VI (9 de noviembre de 1975)
  - Ana Karenina XIII (19 de noviembre de 1975)
  - Ana Karenina XIV (20 de noviembre de 1975)
  - Ana Karenina XV (21 de noviembre de 1975)
  - Ana Karenina XVI (24 de noviembre de 1975)
  - Ana Karenina XVIII (26 de noviembre de 1975)
  -  El camino  17 de abril de 1978
  - El camino II (18 de abril de 1978)
  - El camino III (19 de abril de 1978)
  - El camino IV (20 de abril de 1978)
  - El camino V (21 de abril de 1978)
- Confidencias  
  -  Ventisca  24 de enero de 1964
  -  Cuando no pasa nada  14 de febrero de 1964
  -  El hada sin varita  20 de febrero de 1964
  - Reunión de señoras (10 de abril de 1964)
  -  Esto es amor  5 de junio de 1964
  -  La paga extra  10 de julio de 1964
  -  Juicio íntimo  17 de julio de 1964
  -  La exposición  24 de julio de 1964
  -  El último café  31 de julio de 1964
  - Angelitos al cielo (7 de noviembre de 1964)
  -  Por la puerta grande  21 de noviembre de 1964
  -  Historia de una maleta  28 de noviembre de 1964
  - Matrimonios (2 de enero de 1965)
  -  Manoli y las señoras  7 de marzo de 1965
  -  José  15 de mayo de 1965
  -  La ilusión de cada uno  13 de junio de 1965
- Día a día  
  -  Una fecha memorable  8 de mayo de 1963
  -  El drama  31 de mayo de 1963
  -  Cebolla y pan  13 de junio de 1963
  -  La penúltima enfermedad  4 de julio de 1963
- Cuarto de estar 1963
- Chicas en la ciudad  (18 episodios entre 1961 y 1962)
- Mujeres solas 
  - Episodio del 7 de septiembre de 1961
- Galería de maridos 1959

## Obras de teatro
| - El burlador de Sevilla y convidado de piedra (1955), de Tirso de Molina. - Cándida (1957), de George Bernard Shaw. - Mi adorado Juan (1957), de Miguel Mihura. - El pan de todos (1957), de Alfonso Sastre. - Los ángeles no deben aterrizar (1957), de Enrique Suárez de Deza. - No és mai tard... si s'arriba d'hora (1957). - Bobosse (1958), de André Roussin. - Alejandro Magno (1958), de Terence Rattigan. - Ondina (1958), de Jean Giraudoux. - George y Margaret (1958), de Gerald Savory. - Mi adorado Juan (1958), de Miguel Mihura. - ¡No! (1959), de Joaquín Calvo Sotelo. - César y Cleopatra (1959), de George Bernard Shaw. - Harvey (1959), de Mary Chace. - El comprador de horas (1959), de Jacques Deval. - Las preciosas ridículas (1959), de Molière. - Petición de mano (1959), de Chejov. - Asesinato en el Nilo (1960), de Agatha Christie. - El rapto (1960), de Edgar Neville. - Tengo un millón (1960), de Víctor Ruiz Iriarte. - La calumnia (1961), de Lillian Hellman. - Vamos a contar mentiras (1961), de Alfonso Paso. - La feria de Cuernicabra (1962), de Alfredo Mañas. - Una cigüeña bromista (1962/63), de André Roussin. - El niño de los Parker (1963), de Anita Hart y Maurice Braddell. - Veraneando (1963), de Alfonso Paso. - El cianuro ¿sólo o con leche? (1963), de Juan José Alonso Millán. - La pareja (1963/64), de Jaime de Armiñán. - El increíble señor Penny Packer (1964), de Liam O'Brien. - Juegos de invierno (1964), de Jaime Salom. - Robo en el Vaticano (1964), de Diego Fabbri - Carmelo (1964), de Juan José Alonso Millán. - Frankie y la boda (1965), de Carson McCullers. - La tetera (1965), de Miguel Mihura. - Angela María (1965/66), de Carlos Arniches y Joaquín Abati. | - Crónica de un cobarde (1966), de Víctor Andrés Catena. - Cita los sábados (1967), de Jaime Salom. - Pedro de Urdemales (1968), de Calderón de la Barca. - La casa de las chivas (1968), de Jaime Salom. - El enfermo imaginario (1969), de Molière. - Los delfines (1969), de Jaime Salom. - El décimo hombre (1970), de Paddy Chayefsky. - Salsa Picante (1971/72), de Joyce Rayburn. - Los buenos días perdidos (1972), de Antonio Gala. - Las personas mayores son unos niños (1972), de Diana Firth. - Los peces rojos (1973/74), de Jean Anouilh. - Nueve brindis por un rey (1974), de Jaime Salom. - La dama boba (1974), de Lope de Vega. - Ellos los prefieren... un poquito locas (1975), de Harry Caine. - La venganza de Don Mendo (1977), de Pedro Muñoz Seca. - Isabelita la Miracielos (1978), de Ricardo López Aranda. - Vamos a contar mentiras (1979), de Alfonso Paso. - Herminia (1979/1980), de Claude Magnier. - Los habitantes de la casa deshabitada (1981), de Enrique Jardiel Poncela. - Borkman (1981/82), de Ibsen. - El sombrero de copa (1982/83), de Vital Aza. - El barón (1983), de Leandro Fernández de Moratín. - Casa de muñecas (1983), de Ibsen. - Tres sombreros de copa (1983), de Miguel Mihura. - Las mujeres sabias (1984), de Molière. - Al derecho y al revés (1984/85), de Michael Frayn. - Las bacantes (1985), de Eurípides. - Un marido de ida y vuelta (1985), de Enrique Jardiel Poncela. - Materia reservada (1987), de Hugh Whitemore. - El poder de la mandrágora (1989), de Peter Shaffer. - Hazme de la noche un cuento (1991), de Jorge Márquez. - Leticia (1991), de Peter Shaffer. - Siempre en otoño (1993), de Santiago Moncada. - Destino Broadway (1996/97), de Neil Simon. - La opinión de Amy (1998), de David Hare. - Agosto (Condado de Osage) (2011/12), de Tracy Letts. |

## Premios y candidaturas
Premios Goya
| Año  | Categoría                                | Película                      | Resultado |
| ---- | ---------------------------------------- | ----------------------------- | --------- |
| 2007 | Mejor interpretación femenina de reparto | Siete mesas de billar francés | Ganadora  |

Medallas del Círculo de Escritores Cinematográficos
| Año  | Categoría               | Película                         | Resultado |
| ---- | ----------------------- | -------------------------------- | --------- |
| 1978 | Mejor actriz de reparto | Al servicio de la mujer española | Ganadora  |
| 2007 | Mejor actriz secundaria | Siete mesas de billar francés    | Nominada  |

Fotogramas de Plata
| Año  | Categoría                  | Serie/Obra                | Resultado |
| ---- | -------------------------- | ------------------------- | --------- |
| 1987 | Mejor intérprete de teatro | Materia reservada         | Candidata |
| 1996 | Mejor actriz de teatro     | Destino Broadway          | Candidata |
| 1999 | Mejor actriz de televisión | 7 vidas                   | Ganadora  |
| 2007 | Mejor actriz de televisión | El internado              | Candidata |
| 2008 | Mejor actriz de televisión | El internado              | Candidata |
| 2011 | Mejor actriz de teatro     | Agosto (Condado de Osage) | Ganadora  |

Premios de la Unión de Actores
| Año  | Categoría                                       | Película/Serie/Obra       | Resultado |
| ---- | ----------------------------------------------- | ------------------------- | --------- |
| 1999 | Mejor interpretación protagonista de televisión | 7 vidas                   | Ganadora  |
| 2002 | Mejor actriz protagonista de televisión         | 7 vidas                   | Ganadora  |
| 2003 | Mejor actriz protagonista de televisión         | 7 vidas                   | Ganadora  |
| 2012 | Mejor actriz de reparto de cine                 | Maktub                    | Ganadora  |
| 2012 | Mejor actriz protagonista de teatro             | Agosto (Condado de Osage) | Nominada  |

Premios TP de Oro
| Año  | Categoría                  | Serie        | Resultado |
| ---- | -------------------------- | ------------ | --------- |
| 2010 | Mejor actriz de televisión | El internado | Candidata |
| 2009 | Mejor actriz de televisión | El internado | Ganadora  |
| 2007 | Mejor actriz de televisión | El internado | Candidata |
| 2004 | Mejor actriz de televisión | 7 vidas      | Ganadora  |
| 2003 | Mejor actriz de televisión | 7 vidas      | Candidata |
| 2002 | Mejor actriz de televisión | 7 vidas      | Candidata |
| 2001 | Mejor actriz de televisión | 7 vidas      | Candidata |

Premios de la Academia de las Ciencias y las Artes de Televisión de España
| Año  | Categoría                     | Serie   | Resultado |
| ---- | ----------------------------- | ------- | --------- |
| 2003 | Mejor interpretación femenina | 7 vidas | Ganadora  |
| 2002 | Mejor interpretación femenina | 7 vidas | Ganadora  |
| 2000 | Mejor interpretación femenina | 7 vidas | Ganadora  |
| 1999 | Mejor interpretación femenina | 7 vidas | Ganadora  |

Premios Max
| Año  | Categoría                 | Obra                      | Resultado |
| ---- | ------------------------- | ------------------------- | --------- |
| 2013 | Mejor actriz protagonista | Agosto (Condado de Osage) | Ganadora  |

Premios Valle Inclán de Teatro
| Año  | Categoría           | Obra                      | Resultado |
| ---- | ------------------- | ------------------------- | --------- |
| 2011 | Mejor labor teatral | Agosto (Condado de Osage) | Candidata |

Otros premios y reconocimientos
- XVII Premio Nacional de Teatro ''Pepe Isbert'' de la Asociación de Amigos de los Teatros de España, en 2013.

- Medalla de Oro al Mérito en las Bellas Artes, en 2012.[18]

- I Premio Ceres del Festival de Mérida por Agosto (Condado de Osage), en 2012.

- Premio Actúa otorgado por la Fundación AISGE, en 2011.

- Premio Florián Rey de las Jornadas de Cine Villa de La Almunia 2011, en reconocimiento a su larga trayectoria y, en especial, porque fue una de las personas que trabajó en el cine con Fernando Palacios, sobrino de Florián Rey.

- Premio Matahombres de Oro de Zamarramala (Segovia), por su defensa de la igualdad de condición, en 2009.

- Homenaje del 13º Certamen de Creación Audiovisual de Cabra, por su larga y destacada trayectoria teatral y cinematográfica, en 2008.

- Medalla de Oro al Mérito en el Trabajo, en 2007.

- Premio Júbilo en reconocimiento a su trayectoria, en 2007.

- Homenaje de la Casa del Actor, por su trayectoria profesional (conjuntamente con el actor Alfredo Landa), en 2006.

- Palmera de Honor de la Mostra de València, en 2005.

- Candidata a los Premios Zapping, por 7 vidas, en 2005.

- Premio Ercilla por su trayectoria artística, en 2004, 1996.

- Premios APEI-PRTV, por su trabajo en la televisión, en 2003.

- Premio María Guerrero, en 1999.

- Premio Asociación Independiente de Teatro de Alicante, en 1983.

- Medalla de Oro del Espectador y la Crítica, en 1983.

- Candidata a los Premios Mayte de Teatro (1976, 1982, 1992 y 1994).

- Premio Miguel Mihura de la SGAE, en 1967 y 1979.

- Antena de Oro, en 1962.